# Pedro Losa
Pedro Martínez Losa (* 9. Mai 1976 in Madrid) ist ein spanischer Fußballtrainer, der von 2021 bis 2024 Trainer der schottischen Frauen-Nationalmannschaft war.

## Karriere
Losa trainierte fünf Jahre lang den spanischen Erstligisten Rayo Vallecano, den er 2008 zum Gewinn der Copa de la Reina führte und mit dem er in der Folge von 2009 bis 2011 dreimal in Folge spanischer Meister wurde. Im Sommer 2012 wechselte er als Assistent von Aaran Lines zur Franchise der Western New York Flash, die im Jahr 2012 in der WPSL Elite und ab 2013 in der neugegründeten National Women’s Soccer League antrat. Zur Saison 2014/15 wechselte Losa als Cheftrainer zum englischen Erstligisten Arsenal LFC. Dort gewann er bereits in seiner Premierensaison den FA WSL Cup. Von 2019 bis 2021 arbeitete Losa beim französischen Erstdivisionär Girondins Bordeaux, ehe er im Sommer 2021 zum Trainer der schottischen Frauen-Nationalmannschaft ernannt wurde. Nachdem sich die Schottinnen nicht für die EM 2025 qualifizieren konnten, endete seine Tätigkeit in Schottland.

## Erfolge
- 2008: Gewinn der Copa de la Reina (Rayo Vallecano)
- 2009, 2010, 2011: Gewinn der spanischen Meisterschaft (Rayo Vallecano)
- 2015: Gewinn des FA WSL Cup (Arsenal LFC)